# Lee San, Triều đại Chosun
Lee San - Triều đại Chosun là bộ phim truyền hình Hàn Quốc được MBC phát sóng và đã nổi tiếng với châu Á về câu chuyện lịch sử của vương triều này trong suốt quá trình ngự trị. Tại Việt Nam, phim từng được TVM Corp. mua bản quyền và phát sóng trên kênh HTV3.

## Cốt truyện
Câu chuyện kể về vị vua thứ 22 của triều đại Joseon vào thế kỷ 18 của Triều Tiên. Ông là một vị vua khôn ngoan, tiếp thu nhiều cái mới và luôn đấu tranh vì giá trị của nền dân chủ. Phim tập hợp những câu chuyện về những chiến thắng huy hoàng, những thành tựu lịch sử cũng như những tiếc nuối của vị vua lẫy lừng này như dẹp tan quân phiến loạn, xây dựng pháo đài Hwvaieong - một thành tựu kiến trúc nổi bật cho đến ngày nay, sự chuyển mình từ nền kinh tế gia đình thành kinh tế thương mại...
Đặc biệt, tình yêu giữa vua Lee San và nàng Song Yeung giỏi vẽ được khắc họa rất ấn tượng. Ngay từ tập 1, cuộc gặp gỡ định mệnh giữa Lee San khi còn là một cậu bé 11 tuổi và cô bé mới vào cung học nghề Song Yeung đã là mối nhân duyên cho một cuộc tình dài 30 năm đầy nghịch cảnh nhưng rất lãng mạn giữa một vị hoàng đế và một thường dân.

## Diễn viên
- Lee Seo Jin vai Lee San vua Triều Tiên Chính Tổ (Jeongjo)
- Han Ji Min vai Seong Song-yeon (Nghi tần Thành thị)
- Kyeon Mi-ri vai Lady Hyegyeong (Hiến Kính Vương hậu)
- Park Eun Hye vai Tần cung Kim thị (Hiếu Ý Vương Hậu)
- Lee Jong Soo vai Park Dae-su, chỉ huy quân đội Triều Tiên dưới thời Triều Tiên Chính Tổ
- Lee Soon-jae vai Vua Yeongjo (Triều Tiên Anh Tổ)
- Seong Hyeon-ah vai Ông chúa Hwa-won (Hòa Hoãn ông chúa (con gái vua Anh Tổ))
- Kim Yeo-jin vai Vương phi Jeongsun (Trinh Thuần Vương Hậu (vợ vua Anh Tổ))
- Han Sang Jin vai Hong Guk-yeong
- Cho Yeon Woo vai Jeong Hu-gyeom
- Lee Ip Sae vai Jang Cho-bi

## Giải thưởng
- Giải thưởng MBC 2007: Diễn viên xuất sắc nhất (Lee Seo Jin và Han Ji-min)
- Giải thưởng MBC 2007: Bộ phim xuất sắc nhất